# Тостадо, Ана Мария
Ана Мария Тостадо Доминго (исп. Ana María Tostado Domingo; род. 30 октября 1971, Валенсия) — испанская волейболистка-универсал. Участница летних Олимпийских игр 1992 года.

## Биография
Ана Мария Тостадо родилась 30 октября 1971 года в испанском городе Валенсия.
В 1990—1992 годах выступала за «Эспаньол», в 1993—1994 годах — за «Мурсию». В сезоне-1990/91 в составе «Эспаньола» выиграла чемпионат, Кубок и Суперкубок Испании, в сезоне-1993/94 в составе «Мурсии» победила в чемпионате страны.
В 1991 году в составе женской сборной Испании участвовала в чемпионате мира в Японии, где испанки заняли 11-е место.
В 1992 году вошла в состав женской сборной Испании по волейболу на летних Олимпийских играх в Барселоне, занявшей 8-е место. Провела 4 матча.